# Pèlerinage dans l'Égypte antique
Employer le terme de « pèlerinage » pour l'Égypte antique implique certaines réserves : aucun mot équivalent n'existait en effet dans le langage hiéroglyphique, et il n'y avait rien de comparable aux pèlerinages modernes à Lourdes ou à La Mecque.
La question du pèlerinage pose d'emblée le problème du voyage. Sortir de son nome n'était pas dans les habitudes des Égyptiens, surtout pour le paysan très attaché à sa terre. Fonctionnaires, militaires et artisans étaient amenés à se déplacer, mais voyager restait malgré tout quelque chose d'extraordinaire.
Où se rendaient donc les Égyptiens en pèlerinage ? On sait que, n'étant pas autorisés à pénétrer dans les temples, les fidèles restaient à la périphérie des sanctuaires ; les abords directs étaient donc des lieux d'affluence et de vie. L'allée de Sphinx qui y menait était aussi un lieu de marché. Les visiteurs n'étaient donc pas attirés exclusivement par des motifs pieux, mais aussi par les marchands ou les prêtres qui rendaient des jugements aux portes des temples. la piété se manifestait ainsi à l'extérieur de l'enceinte, où des petites chapelles étaient souvent dressées pour les fidèles, ou par l'intermédiaire de statues placées à l'entrée du temple et transmettant les prières aux dieux en échange d'offrandes.
Un pèlerinage, occasionnel ou non, impliquait un certain attachement à la divinité. De fait, notre connaissance du pèlerinage se limite au  Nouvel Empire, aucune documentation sur la religion populaire ne nous étant parvenue pour l'Ancien et le Moyen Empire. On sait, par exemple, que sous le Nouvel Empire, le pèlerinage local, c'est-à-dire dans le cadre de sa région, était fréquent. Les grandes fêtes étaient ainsi l'occasion de grands rassemblements de fidèles ; le dieu local avait en effet une importance telle que, si l'on était obligé de déménager, on emmenait ses propres représentations de dieux.
À la Basse époque, la pratique du pèlerinage semble prendre plus d'ampleur. Certains endroits sont réputés pour leurs vertus guérisseuses comme en témoigne une inscription sur une statue d'Imhotep, datée de la XXXe dynastie et découverte à Saqqarah :
« [Vous] qui venez des provinces et des villes pour implorer la vie au maître de vie, pour qu'il donne un fils à celui qui le demande, une femme à celui qui supplie pour cela et qu'il guérisse tout enfant malade. »
Le temple funéraire d'Amenhotep III, sur la rive ouest de Thèbes, attira pendant des siècles les visiteurs les plus illustres. Un des deux colosses qui en gardaient l'entrée avait en effet la particularité d'émettre un sifflement à l'aube. Fascinés par le phénomène, les Grecs y virent une image de Memnon, le fils de l'Aurore. C'est Strabon qui parla pour la première fois de ce prodige en -24. Cent sept graffiti grecs et latins y témoignent de la faveur du site.